# Louis Nicolas de Neufville de Villeroy
Louis Nicolas VI de Neufville de Villeroy, né le 24 décembre 1663 et mort le 22 avril 1734, est 5e duc de Retz (1716), marquis d'Alincourt puis, en 1730, 3e duc de Villeroy, et duc de Beaupréau.

## Biographie
Il est le fils cadet du maréchal-duc François de Neufville de Villeroy (07/04/1644 à Lyon – 18/07/1730 à Paris), duc de Villeroy, maréchal de France, ministre d'État, chef du conseil royal des finances, gouverneur de Louis XV, et de la duchesse née Marguerite-Marie de Cossé-Brissac (1648 – 20/10/1708), dame de Beaupréau.
Brigadier des armées du roi en 1693, il est Lieutenant-général en Lyonnais le 12 avril 1680, Lieutenant-général le 17 septembre 1702, Capitaine de la Garde du corps du roi en survivance le 13 janvier 1708 Il est fait chevalier de l'Ordre royal et militaire de Saint-Louis en 1701 et de l'Ordre du Saint-Esprit le 7 juin 1724.
En 1716, il devient le nouveau duc de Retz, succédant à sa cousine Paule-Françoise de Gondi, morte sans héritier direct. Il exerce comme les autres membres de sa famille la fonction quasi « héréditaire » de gouverneur du Lyonnais d'abord en survivance le 20 octobre 1712 puis en titre du 21 octobre au 29 juillet 1730.
En 1731, à la mort de son frère François Paul, il reprend le rôle de « protecteur » puis de membre de l’Académie des Sciences, Belles-Lettres et Arts de Lyon.

### Union et postérité
Il épouse le 23 avril 1694 une fille de Louvois, Marguerite Le Tellier de Louvois (†1711). Ils ont quatre enfants :
1. Louis François Anne de Neufville de Villeroy (1695-1766), dit « le duc de Retz », 4e duc de Villeroy ;
2. François Camille de Neufville de Villeroy (1700-†1732), marquis puis (1729) duc d'Alincourt, mari de Marie-Joséphine de Boufflers (1704-1738), sœur du duc Joseph-Marie de Boufflers ci-dessous : parents du duc Gabriel Louis François de Neufville-Villeroy (1731 - guillotiné en avril 1794, duc de Retz et de Villeroy) ;
3. Marguerite Louise Sophie de Neufville de Villeroy (1698-1716), qui épouse (1716) François d'Harcourt (1689-1750), maréchal de France ;
4. Madeleine Angélique Neufville de Villeroy (1707-1787), qui épouse : 1o (1721) Joseph Marie de Boufflers (1706-1747), duc de Boufflers, d'où postérité ; 2o (1750) Charles II maréchal-duc de Montmorency-Piney-Luxembourg, sans postérité. Dans les Confessions, elle fascine Rousseau, modèle de la grande dame aristocratique, très appréciée puis jugée plus sceptiquement par Jean-Jacques, resté cependant en complète amitié et confiance avec son deuxième mari le maréchal-duc de Montmorency-Luxembourg qui l'héberge au petit-château de Montmorency en 1759-1762.

Louis Nicolas meurt le 22 avril 1734 en l'hôtel de Lesdiguières à Paris.

## Armoiries
| Blason | Blasonnement : D'azur au chevron d'or, accompagné de trois croisettes ancrées du même. |